# Strukturkonstante
Strukturkonstanten enthalten in der Mathematik die gesamten Informationen einer (endlichdimensionalen) Lie-Algebra und somit insbesondere alle lokalen Informationen jeder ihr zugeordneten Lie-Gruppe.

## Definition
Sei {\displaystyle V} eine endlichdimensionale Lie-Algebra mit der Lie-Klammer {\displaystyle [\cdot ,\cdot ]} und sei {\displaystyle \{x_{1},\ldots ,x_{n}\}} eine Vektorraumbasis dieser Lie-Algebra. Da in Vektorräumen jedes Element als Linearkombination bezüglich einer Basis darstellbar ist, existiert für alle {\displaystyle i,j\in {1,\ldots n}} die Zerlegung
{\displaystyle [x_{i},x_{j}]=\sum _{k=1}^{n}c_{ij}^{k}x_{k}}
der Lie-Klammer der Lie-Algebra. Die {\displaystyle n^{3}} Konstanten {\displaystyle c_{ij}^{k}\in \mathbb {C} } (d. h. aus der Menge der komplexen Zahlen) heißen Strukturkonstanten der Lie-Algebra.

## Eigenschaften
- Antisymmetrie

Die Strukturkonstanten sind aufgrund der Antisymmetrie der Lie-Klammer antisymmetrisch in den unteren Indizes;
{\displaystyle c_{ij}^{k}=-c_{ji}^{k}}
Daraus folgt für Strukturkonstanten mit identischen unteren Indizes {\displaystyle c_{ii}^{k}=0}.
- Jacobi-Identität

Aufgrund der Jacobi-Identität für die Lie-Klammer folgt eine Jacobi-Identität für die Strukturkonstanten:
{\displaystyle \sum _{l=1}^{n}\left(c_{il}^{m}c_{jk}^{l}+c_{jl}^{m}c_{ki}^{l}+c_{kl}^{m}c_{ij}^{l}\right)=0}
- Tensorstruktur

Die Strukturkonstanten sind {\displaystyle (2,1)}-Tensoren. Das heißt, bei einem Basiswechsel {\displaystyle \textstyle x_{i}\to x_{i}'=\sum _{j=1}^{n}a_{i}^{j}x_{j}} gilt:
{\displaystyle \sum _{k=1}^{n}{c'}_{ij}^{k}a_{k}^{l}=\sum _{r,s=1}^{n}c_{rs}^{l}a_{i}^{r}a_{j}^{s}}

## Beispiel
Als Beispiel für Strukturkonstanten sei die in der Physik wichtige Lie-Algebra {\displaystyle {\mathfrak {su}}(2)} in der Basis der Pauli-Matrizen {\displaystyle \sigma _{i},i=1,2,3} gegeben. Die Lie-Klammer in dieser Darstellung ist der Kommutator und es gilt
{\displaystyle [\sigma _{i},\sigma _{j}]=\sum _{k=1}^{3}2\mathrm {i} \varepsilon _{ij}^{k}\sigma _{k}}
mit dem total antisymmetrischen Levi-Civita-Symbol {\displaystyle \varepsilon _{ij}^{k}}.